# Gennaro Spinelli di Cariati
Gennaro Spinelli, principe di Cariati (Napoli, 14 agosto 1780 – Napoli, 3 giugno 1851), è stato un politico, diplomatico, militare e nobile italiano, primo ministro del Regno delle Due Sicilie.

## Biografia
Appartenente a una famiglia dell'aristocrazia napoletana (oltre che principe di Cariati era marchese di Fuscaldo, principe di Sant'Arcangelo, duca di Caivano e di Marianella), aderì alla Repubblica Napoletana (1799) e fu al fianco dell'ammiraglio Francesco Caracciolo come ufficiale di marina. Più tardi servì come ufficiale durante l'occupazione francese: Come ufficiale di ordinanza di Gioacchino Murat, partecipò alla campagna di Russia battendosi valorosamente nella battaglia di Borodino (1812).
Fu diplomatico durante il periodo napoleonico: maestro delle Cerimonie di Giuseppe Bonaparte nel 1808, partecipò al Congresso di Vienna per conto di Gioacchino Murat (1815). Restaurato il Regno delle Due Sicilie borbonico, durante il governo costituzionale napoletano di Luigi de' Medici di Ottajano fu inviato in missione diplomatica presso Luigi XVIII di Francia, a Parigi, e Francesco II a Vienna (1820).
Subentrò a Carlo Troya, storico e liberale neoguelfo alla guida di un governo costituzionale dal 3 aprile 1848, dopo il colpo di mano del re Ferdinando II che il 15 maggio 1848 sciolse il parlamento democratico e diede l'incarico a Spinelli, ritenuto per il suo passato un uomo che potesse placare gli elementi azionari del Regno, di costituire un governo conservatore in cui lo Spinelli, oltre che presidente del Consiglio dei ministri ebbe anche la carica di Ministro degli esteri. Spinelli respinse l'alleanza col Regno di Sardegna e richiamò il corpo di spedizione napoletano che al comando di Guglielmo Pepe era stato inviato dal Regno delle Due Sicilie per partecipare alla prima guerra di indipendenza. Il colpo di mano del re diede origine a proteste anche violente, soprattutto nelle Calabrie dove si costituirono governi democratici autonomi; queste rivolte furono represse con le armi. Spinelli fu tuttavia contrario a un ulteriore inasprimento della reazione: si dimise pertanto nell'agosto 1849, sostituito da Giustino Fortunato.

## Governo Spinelli di Cariati
- Gennaro Spinelli principe di Cariati, Presidente del Consiglio e Affari esteri
- Francesco Paolo Bozzelli, interno
- Nicola Gigli, Grazia e giustizia
- Francesco Emanuele Pinto y Mendoza, principe di Ischitella, guerra e marina militare
- l'avvocato Francesco Paolo Ruggiero, finanze
- Giuseppe Caracciolo, principe di Torella, agricoltura e commercio e ad interim gli Affari Ecclesiastici
- brigadiere Raffaele Carrascosa, lavori pubblici[1]